# Hinterholz 8
Pour plus de détails, voir Fiche technique et Distribution.
Hinterholz 8 est un film autrichien réalisé par Harald Sicheritz sorti en 1998.

## Synopsis
Herbert Krcal est un jeune Viennois, employé ambitieux de la société de restauration « Feinspitz ». Il souhaite acheter une maison préfabriquée. Lorsqu'il parle de son idée à ses collègues Meier et Forstinger, ils le lui déconseillent. On lui dit d'acquérir plutôt une vieille maison et de la restaurer.
Lors d'une promenade dans le Wienerwald, la famille Krcal découvre une ancienne ferme proche de la ruine - son adresse est Hinterholz 8. En parlant avec ses collègues qui lui donnent des recommandations exagérées, il se décide à l'acheter.
Les habitants du village à proximité sont des gens montagnards à l'esprit limité. Krcal apprend que la maison appartient au maire Kandler qui a déjà remarqué que le Viennois était interessé pour la racheter. Il paraît que le maire est en négociation avec son adjoint Mündel au sujet de cette maison. Krcal lui fait une proposition de 400 000 schillings (environ 30 000 euros) pour la ruine et le terrain que Kandler accepte. En vérité, Mündel est un faux acheteur qui est là pour faire monter le prix.
Le soir même, la famille Krcal va quitter son appartement de 72 m² de Gürtel, Herbert est toujours convaincu de faire la bonne affaire car il n'y a pas de parking dans le quartier.
Elle parvient difficilement à avoir un crédit auprès de la banque et les collègues qui devaient la soutenir se déclarent absents. Mais Herbert Krcal n'a rien d'un expert, il remarque l'humidité des murs lorsqu'il pose le papier peint.
Maintenant que la famille est contraint de partir de leur appartement que le médecin voisin a repris pour agrandir son cabinet, la pression se fait plus pesante sur Herbert pour finir les travaux. En attendant, sa famille s'installe dans le lotissement de ses parents.
Finalement ses amis l'aident en envoyant un Bosniaque travailler illégalement. Lors d'un contrôle du toit et de la charpente, une cheminée s'effondre avec la moitié de la maison. Sur le conseil de son beau-frère Willi, Herbert se résout à faire appel à un maître d'œuvre, ce qui nécessite des dépenses bien plus importantes.
Entre-temps, les habitants du village se plaignent de plus en plus du maire, certains sont convaincus qu'il n'aurait pas dû vendre la maison. À plusieurs reprises, Kandler interdit à Krcal de creuser un sous-sol.
Herbert est en pleine crise avec Margit son épouse, il subit le stress de son travail, de la banque, des travaux, les moqueries de Willi. Pour réduire les coûts, il accepte de régler certains travaux sans adresser de facture et de jeter illégalement ses déchets dans la forêt. Mais les gardes le prennent en flagrant délit et lui donnent une lourde amende. Herbert est financièrement dans l'eau jusqu'au cou. Le jour de son anniversaire, sa femme lui annonce qu'elle est en instance de divorce.
Nerveux, Herbert obtient grâce à Meier et Forstinger un vieux véhicule de société et une vieille caravane comme logement temporaire. Lors de leur remise, il se dispute avec eux et les chasse.
Herbert se retrouve tout seul pour passer le réveillon de Noël dans sa caravane. Sa femme s'en est allée avec leur fils Philipp, un fan de Star Trek. Le lendemain, elle le lui laisse pour quelques jours. Herbert consulte les services administratifs, il a le droit de creuser un sous-sol. En creusant, il tombe sur des os et découvre une tombe de l'époque romaine. Le gendarme qui arrive chez lui, lui explique qu'il se trouve sur un ancien cimetière de gens morts de la peste.
Maintenant Herbert est à bout. Il se rend au Lagon bleu, un quartier de maisons préfabriqués à Vienne, et fait une prise d'otages. Les policiers le cernent, mais avant toute libération, Herbert demande à contacter l'Entreprise, considérant qu'il n'y a pas de vie intelligente sur cette planète. Il obtient une réponse du capitaine Kirk, la famille est de nouveau réunie.

## Fiche technique
- Titre : Hinterholz 8
- Réalisation : Harald Sicheritz
- Scénario : Harald Sicheritz, Roland Düringer
- Musique : Lothar Scherpe, Peter Herrmann
- Photographie : Walter Kindler
- Son : Martin Kreiner
- Montage : Ingrid Koller
- Production : Danny Krausz, Kurt Stocker
- Sociétés de production : Dor Film
- Société de distribution : Filmladen (de)
- Pays d'origine :  Autriche
- Langue : allemand
- Format : Couleurs - 2,375:1 - Dolby Digital - 35 mm
- Genre : Comédie
- Durée : 105 minutes
- Dates de sortie :
  - Autriche : 18 septembre 1998.
  - Allemagne : 27 mai 1999.

## Distribution
- Roland Düringer: Herbert Krcal
- Nina Proll: Margit Krcal
- Rudolf Rohaczek: Philipp Krcal
- Wolfgang Böck: Andreas Meier
- Reinhard Nowak: Sepp Forstinger
- Herwig Seeböck (de): Kandler, le maire
- Lukas Resetarits (de): Willi
- Alfred Dorfer: Le banquier Eberl
- Andrea Eckert: Dr. Gerda Bleichenberg
- Karl Ferdinand Kratzl (de): Mündel, l'adjoint au maire
- I Stangl (de): Un conseiller municipal
- Karl Markovics: Le garde forestier